# Richard Lloyd
Richard Lloyd (Pittsburgh, 25 ottobre 1951) è un chitarrista statunitense noto principalmente per essere stato fondatore del gruppo dei Television.

## Biografia

### Carriera solista
Dopo il primo scioglimento del gruppo avvenuto nel 1978, si dedica alla carriera solista. Esordisce nel 1979 con l'album Alchemy ma scompare dalla scena musicale a causa di problemi con la tossicodipendenza.
Ritorna nel 1985 col nuovo album Field of Fire, seguito dal successivo live al CBGB's Real Time del 1987.
Negli anni novanta assieme a Robert Quine contribuisce alla realizzazione di alcuni album di Matthew Sweet.
Nel 1992 partecipa alla riunione dei Television.
Nel 2001 pubblica il suo terzo album solista in studio The Cover Doesn't Matter. Nel 2003 entra a far parte dei Rocket from the Tombs. Nel 2005 pubblica una nuova edizione dell'album del 1985 Field of Fire, completamente reincisa.

## Discografia

### Album (solista)
- 1979 - Alchemy (Elektra)
- 1985 - Field of Fire (Moving Target/Celluloid
- 1987 - Real Time (live)
- 2001 - The Cover Doesn't Matter
- 2005 - Field of Fire (Parasol Records) nuova edizione dell'album del 1986 completamente e nuovamente registrato.
- 2007 - The Radiant Monkey
- The Jamie Neverts Story (2009)
  - Lodestones (2010)
  - Rosedale (2016)
  - The Countdown (2018)